# Иваново (Брестская область)
Ива́ново (бел. Іванава; с XV века и до 1940 года — Янов) — город в Брестской области Беларуси. Административный центр Ивановского района. Железнодорожная станция — Янов-Полесский.
Численность населения — 16 017 человек (на 1 января 2025 года).

## География
Город расположен по одну сторону от железнодорожной станции Янов-Полесский, на линии Брест — Лунинец, в 142 км от Бреста.

## Геральдика
Герб и флаг учреждены Указом Президента Республики Беларусь от 11 марта 2011 года № 101 и зарегистрированы в Государственном геральдическом регистре 15 марта 2011 года № Б-196 и № Б-197. Одобрены решением Ивановского районного Совета депутатов от 9 февраля 2010 года № 126.

## История

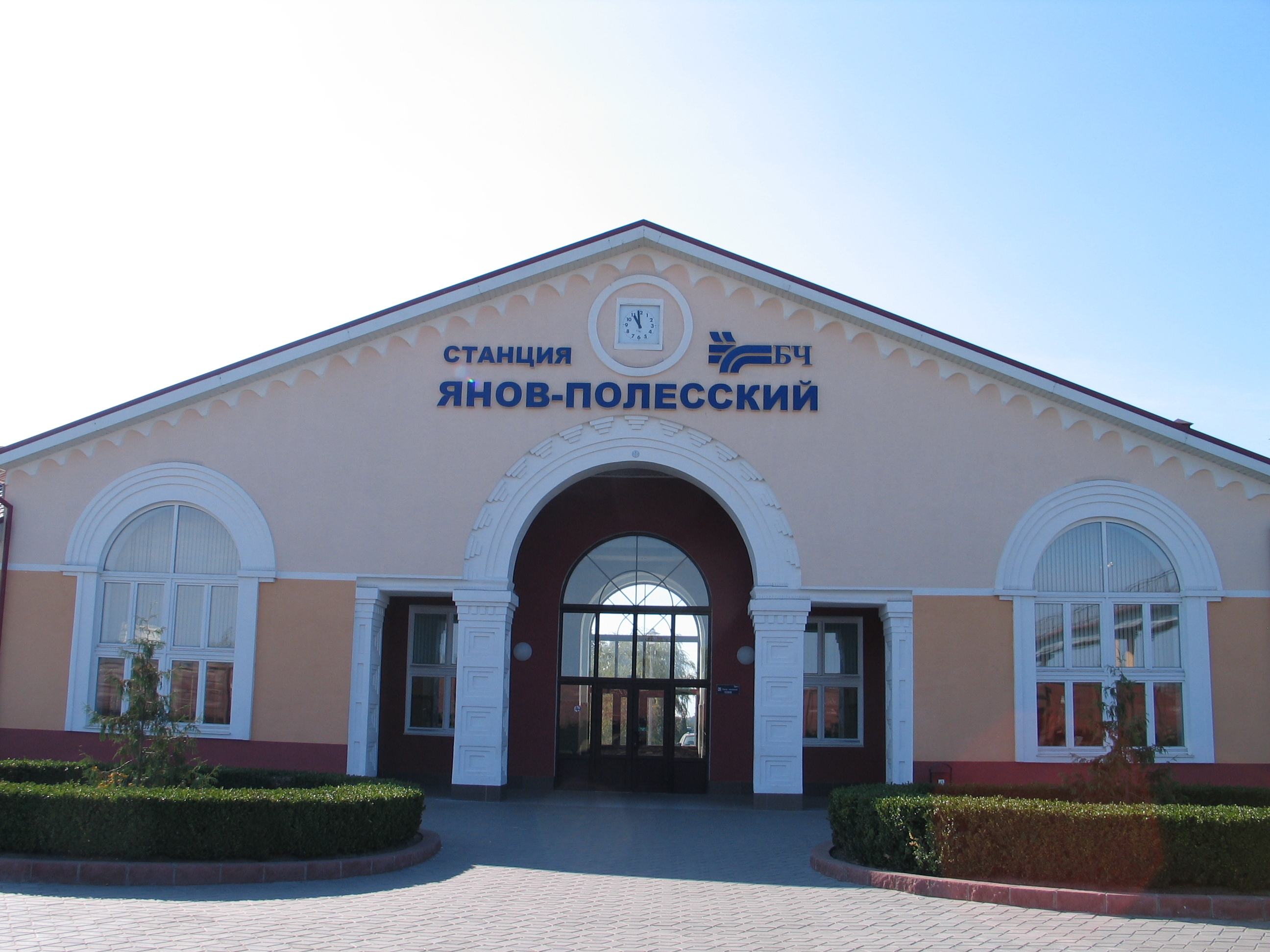
Вокзал станции Янов-Полесский

Иваново известено с XIV века как деревня Порхово. В 1423 году Великий князь литовский Витовт подарил её Луцкой Епархии. В честь своего имени Луцкий епископ Ян Лосович (24.01.1463 — 4.05.1468, с 1468 по 1480 архиепископ Вильни), желая увековечить свое имя, переименовал деревню Порхово в город Янов (бел. Янава). Новое название и принадлежность к собственности епископа жителям местечка дало следующие привилегии: освобождение от податей, отмена запрета на ловлю рыбы, разрешение варить пиво, которое славилось в Европе и право вывозить в Варшаву «литовское» масло. Уже в 1497 году Великий князь литовский Александр Ягеллончик разрешил проводить здесь ежегодно три ярмарки. Увидев такой поворот событий, Луцкие епископы сделали Янов своей второй резиденцией. Это благоденствие и процветание было нарушено пожаром 1575 года, который уничтожил почти всё, созданное десятилетиями упорного труда. Ведь основным строительным материалом на Полесье в те времена было дерево. Стараниями жителей Янов постепенно возродился. Согласно Виленскому сборнику, городок и его окрестности в разные времена были частью земель Великого княжества Литовского, принадлежали польским королям, а затем Шуйским, Ожешкам и Дмуковским.
Во время войны России с Речью Посполитой 1654—1667 годов отрядом казаков полковника А. Здановича во время налёта на Янов 19 мая 1657 года был схвачен и после длительных пыток казнен католический миссионер Андрей Боболя. В 1755 году папа Бенедикт XIV провозгласил его мучеником. Андрей Боболя беатифицирован 30 октября 1853 года папой Пием IX, канонизирован 17 апреля 1938 года папой Пием XI. В память о нём в Иванове на площади была возведена каплица.
В 1771 году в окрестностях Янова действовала русская армия под командованием А. В. Суворова, которая сражалась с польскими конфедератами; 21 сентября до 1 часа ночи она прошла через Янов на Дрогичин.
После третьего раздела Речи Посполитой Янов вошёл в состав Российской империи и состоял с 1795 по 1797 в Слонимском наместничестве (губернии), с 1797 по 1801 в Литовской губернии, с 1801 года в Кобринский уезд Гродненской губернии.
В июле 1812 года Янов захвачен французскими войсками. В полосе Антополь-Дрогичин-Янов-Пинск действовал специальный русский отряд генера-майора А. П. Мелиссино, который 10 июля 1812 года разбил саксонского генерала Ренье у Янова, за что был награждён орденом Святой Анны 1 степени.

«В первой половине июля при начале своих военных действий, имевших цель истребление саксонского отряда в Кобрине, Тормасов послал Мелессино с 4 батальонами пехоты и 7 эскадронами конницы за реку Пину к местечку Янову, дабы ложными действиями делать вид, будто главные силы 3-й армии направлены на Пинск. Пока Тормасов шёл обратно к Кобрину, Мелессино, узнав ночью на 12 июля, что австрийские и саксонские посты на Пинск отступили, воспользовался тогда грозою, и послал для преследования неприятеля небольшой отряд под командою полковника князя Жевакова. Отряд сей исправил испорченный неприятелем мост на реке Пине, пошёл на Яново и встретив 3 саксонские отряда прогнал их к Дрогичину, где они присоединились к своему корпусу. Опасаясь, что саксонцы обрушатся на князя Жевакова, Мелессино велел ему отступить к деревне Застружье, где и сам остановился, но саксонцы, приняв отряд Жевакова за авангард многочисленного корпуса не атаковали его и отступили. Мелессино сам пошёл за ними, к Янову, послал Жевакова к Пинску, где он атаковал саксонцев, прогнал их и отбил у них одну пушку — первый трофей русских в отечественной войне»
К середине XIX века на беларуских землях возникают новые, капиталистические отношения. Чтобы увеличить доходы своих владений, баре строят спиртзаводы, смолокуренные. Положение крестьян усложнялось ещё и тем, что помещик имел над ними почти безграничную власть. Он мог их купить, продать, наказать физически или сослать в Сибирь. Люди активно боролись за свободу и лучшую жизнь. Особенно активно участвовали Яновцы в национально-освободительном движении 1830—1831 годов. Одним из наиболее ярких представителем эпохи стал выдающийся художник, музыкант, композитор, талантливый исследователь зодчества своего времени Наполеон Орда. Он родился недалеко от Янова в деревне Вороцевичи в 1807 году. На одном из рисунков Орды изображен старый костел Яново с памятником католическому святому Андрею Боболе. За участие в боевых действиях 1830—1831 годов Наполеон удостоен высшей награды — Золотого Креста, ему присвоен чин капитана. После поражения повстанцев он эмигрировал в Париж, долго жил вдали от родины. В вынужденном изгнании Наполеон Орда создает сотни изображений памятных ему мест, храмов, древних замков родной земли.
Участникам революционного движения 1830-х годов был писатель Михаил Бутов-Андрейкович, чьи жизнь и судьба также во многом связаны с Яновым и яновским краем.
До конца XIX столетия Яново почти не росло. В нём насчитывалось 378 дворов, где проживало 2939 человек. Здесь находилось 50 магазинов, 7 мельниц, 5 кузниц, аптека, одна школа, православная церковь, костел, 4 еврейские молитвенные школы. В местечке жило много евреев, которые занимались ремеслом. Среди них были хорошие швеи, портные, кузнецы. Богатые жители содержали заводы или занимались торговлей. Почти все магазины в городе принадлежали евреям. Дома здесь в основном строили деревянные, крытые соломой. Поэтому в городке часто полыхали пожары, которые приносили людям много горя.
В 1884 году вдоль Янова прокладывается железная дорога, благодаря чему развитие и рост местечка заметно ускоряется. В 1897 году в местечке проживал 3041 житель, работали сукновальная фабрика, маслобойня, кожевенный и кирпичный заводы, 5 мельниц, народное училище и церковно-приходская школа, действовали деревянная церковь и каменный костел.
Во время Первой мировой войны с 1915 по 1918 годы в Янове располагались немецкие войска, действовал лагерь для русских военнопленных.
Согласно Рижскому договору 1921 года Яново отошло к Польше и относилось к Пинскому повету Полесского воеводства.
В советский период местечко переименовано в Иваново и ему присвоен статус поселка городского типа, но железнодорожная станция по-прежнему называется Янов-Полесский.
Среди жителей Янова вплоть до 1940-х годов процветал промысел лаборей и анигийцев. Лаборями или «христорадниками» называли мужчин, жителей Яново, которые «ходили по миру», собирая деньги и пожертвования на строительство и восстановление православных храмов. Настоятели многих церквей пользовались услугами лаборей.   Это в настоящее время нашло отражение на гербе города.
Во время Второй мировой войны до освобождения поселка Красной армией в 1944 году в палаточном городке на территории города располагался II батальон 82 пехотного полка Нортхейм, входивший в состав 31 пехотной дивизии Германии (Львиная дивизия).
В послевоенные годы Иваново развивается очень медленно. В 1956 году тут проживало 3 тысячи человек, работали крахмальный и молочный завод, электростанция и хлебопекарня. На весь город приходилось всего 7 кирпичных сооружений. Улицы были без асфальта и не освещались.
В 1971 году Иваново приобретает статус города, дороги асфальтируют, появляется уличное освещение. Появляются новые предприятия. Возводятся жилые районы для мелиораторов и новых заводских рабочих. К 1991 году в городе проживало уже около 14,5 тысяч человек.
20 октября 1995 года административные единицы Ивановский район и город Иваново, имеющие общий административный центр, объединены в одну административную единицу — Ивановский район.

## Население
Численность населения — 16 017 человек (на 1 января 2025 года). Численность населения — 16 272 человек (на 1 января 2023 года).
| Численность населения:                                                                          |
| Графики недоступны из-за технических проблем. См. информацию на Фабрикаторе и на mediawiki.org. |

| Национальный состав по переписи 2009 года | Национальный состав по переписи 2009 года | Национальный состав по переписи 2009 года | Национальный состав по переписи 2009 года | Национальный состав по переписи 2009 года | Национальный состав по переписи 2009 года | Национальный состав по переписи 2009 года | Национальный состав по переписи 2009 года | Национальный состав по переписи 2009 года | Национальный состав по переписи 2009 года | Национальный состав по переписи 2009 года |
| Всего (2009)                              | белорусы                                  | белорусы                                  | русские                                   | русские                                   | украинцы                                  | украинцы                                  | поляки                                    | поляки                                    | татары                                    | татары                                    |
| ----------------------------------------- | ----------------------------------------- | ----------------------------------------- | ----------------------------------------- | ----------------------------------------- | ----------------------------------------- | ----------------------------------------- | ----------------------------------------- | ----------------------------------------- | ----------------------------------------- | ----------------------------------------- |
| 16 086                                    | 15 386                                    | 95,65 %                                   | 379                                       | 2,36                                      | 254                                       | 1,58 %                                    | 28                                        | 0,17 %                                    | 5                                         | 0,03 %                                    |
| Национальный состав по переписи 1959 года |                                           |                                           |                                           |                                           |                                           |                                           |                                           |                                           |                                           |                                           |
| Всего (1959)                              | белорусы                                  | белорусы                                  | русские                                   | русские                                   | украинцы                                  | украинцы                                  | евреи                                     | евреи                                     | поляки                                    | поляки                                    |
| 3867                                      | 3290                                      | 85,08 %                                   | 408                                       | 10,55 %                                   | 116                                       | 3 %                                       | 22                                        | 0,57 %                                    | 21                                        | 0,54 %                                    |

В 2017 году в Иванове родилось 205 и умер 151 человек. Коэффициент рождаемости — 12,5 на 1000 человек (средний показатель по району — 11,4, по Брестской области — 11,8, по Республике Беларусь — 10,8), коэффициент смертности — 9,2 на 1000 человек (средний показатель по району — 18,6, по Брестской области — 12,8, по Республике Беларусь — 12,6).

## Экономика
Крупнейшее промышленное предприятие — ОАО «Белсолод» (Ивановский солодовенный завод). Введено в эксплуатацию в 1989 году, в настоящее время занимает 100 % рынка солода в Республике Беларусь. В 2016 году 45 % продукции поставлялось на внутренний рынок, 55 % — на экспорт. Численность работников — 395 человек. Другие предприятия промышленности — ОАО «Мекосан» (производитель опрыскивателей, протравливателей, дезинфекционных машин), ОАО «Ивановский райагросервис» (производство запчастей к сельскохозяйственной технике, оборудования для животноводческих ферм). Действуют Ивановский цех ОАО «Савушкин продукт», хлебозавод.

## Образование
Действуют гимназия, 3 средние школы, музыкальная и детско-юношеская спортивная школы, 7 дошкольных учреждений.
В Иванове действует единственная в Беларуси школа бондарства (изготовление посуды из деревянных клепок).

## Культура
- Ивановский районный центр детского творчества
- ГУК "Ивановский районный Центр культуры и народных традиций"
- Музей образования Ивановского района ГУО «Средняя школа № 3 города Иваново»
- Единственная в Беларуси школа искусств, где изучают бондарное дело[источник?]

### Фестиваль
- Музыкальный фестиваль «Гасцёўня Наполеона Орды»

## События и мероприятия
- В 2015 году прошёл областной фестиваль "Дажынкi"
- 2 сентября 2018 года прошёл XXV День белорусской письменности
- 2025 год — Культурная столица Беларуси

## Достопримечательности
- Покровская церковь
- Крестовоздвиженский костёл

### Памятник, скульптура
- Памятник В. И. Ленину
- Памятник Наполеону Орде (скульптор — И. Голубев)

### Утраченное наследие
- Часовня Святого Андрея Боболи
- Костёл Возвышения Святого Креста (XVIII в.)

## Галерея

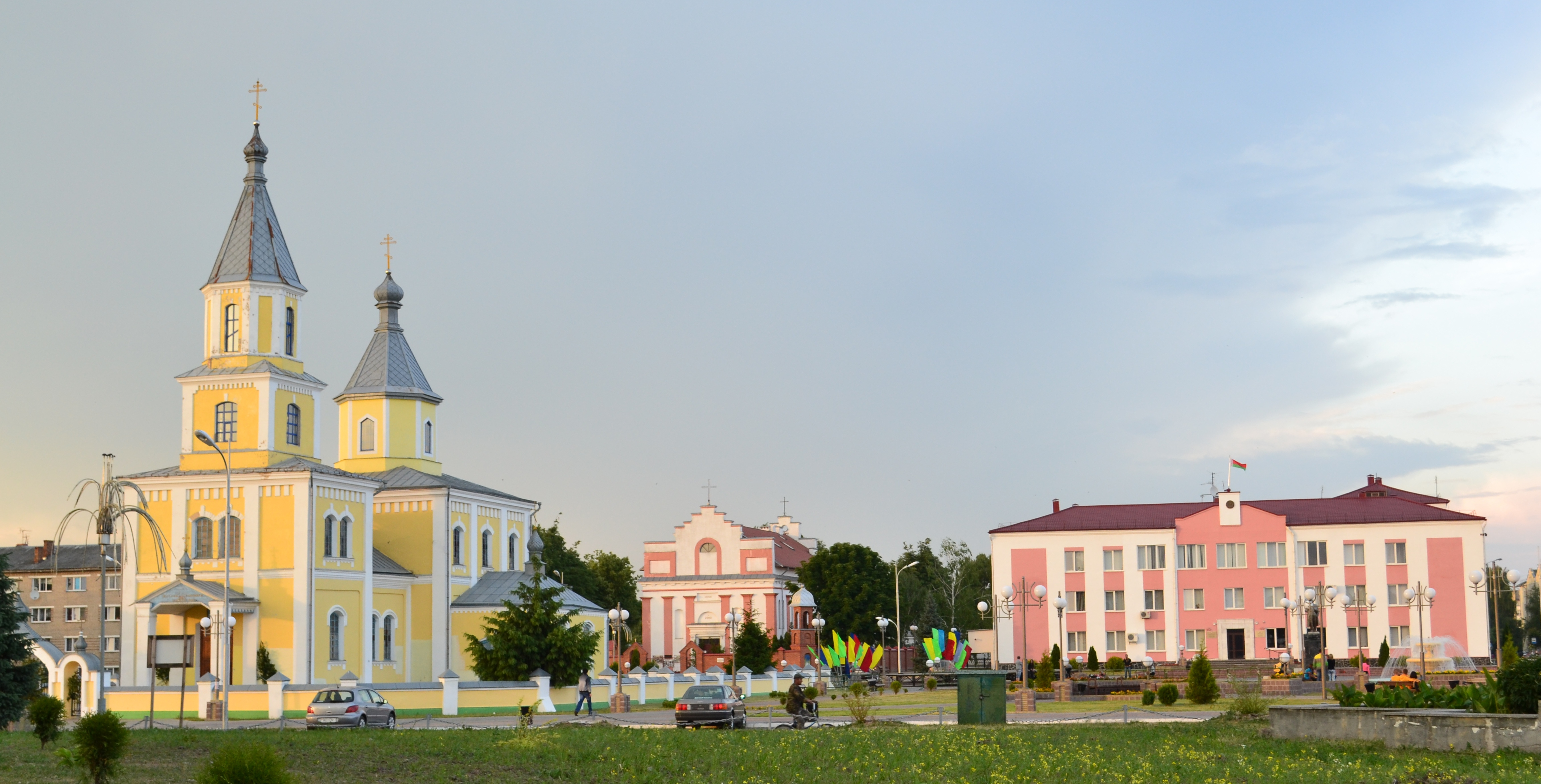
В центре города
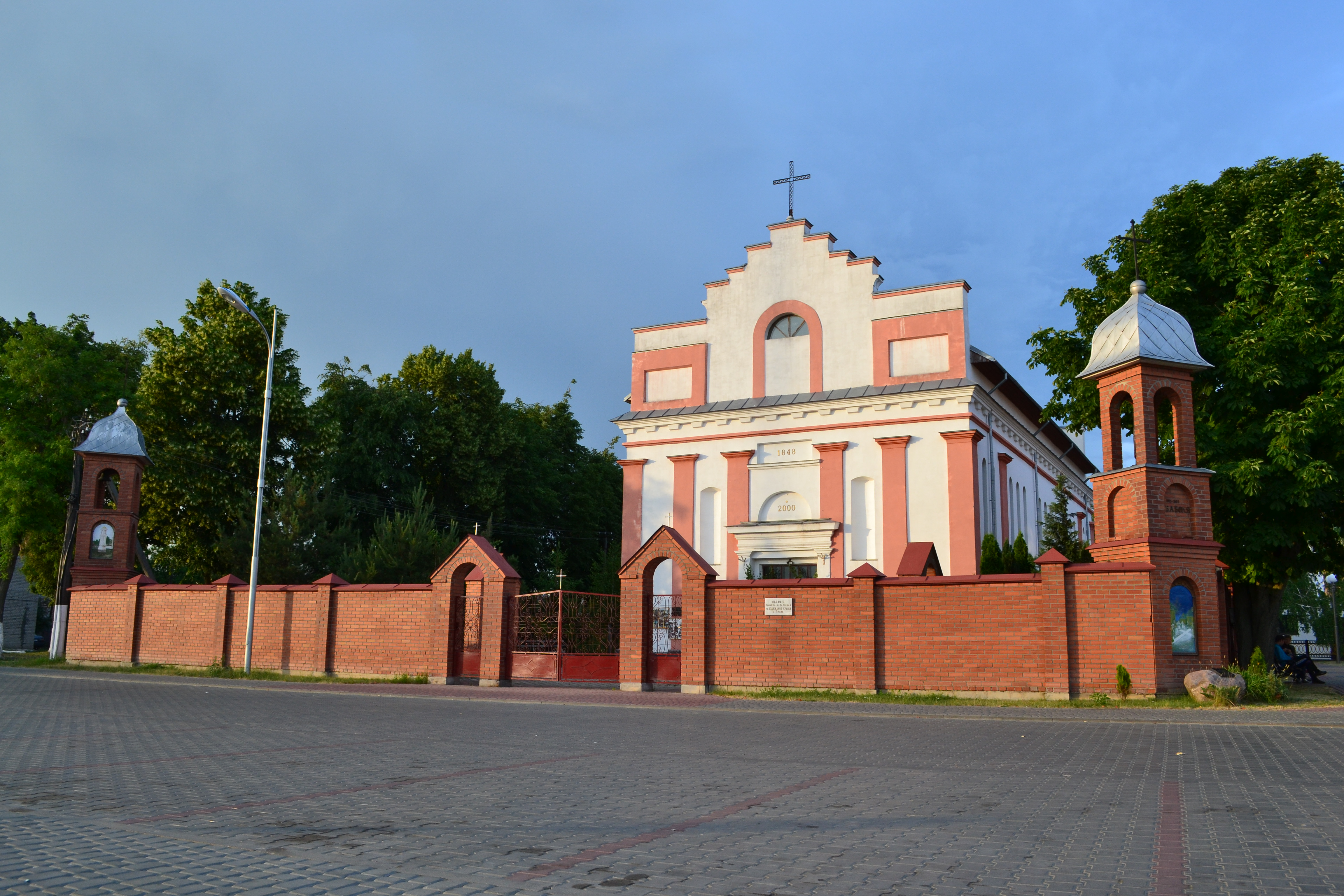
Крестовоздвиженский костёл
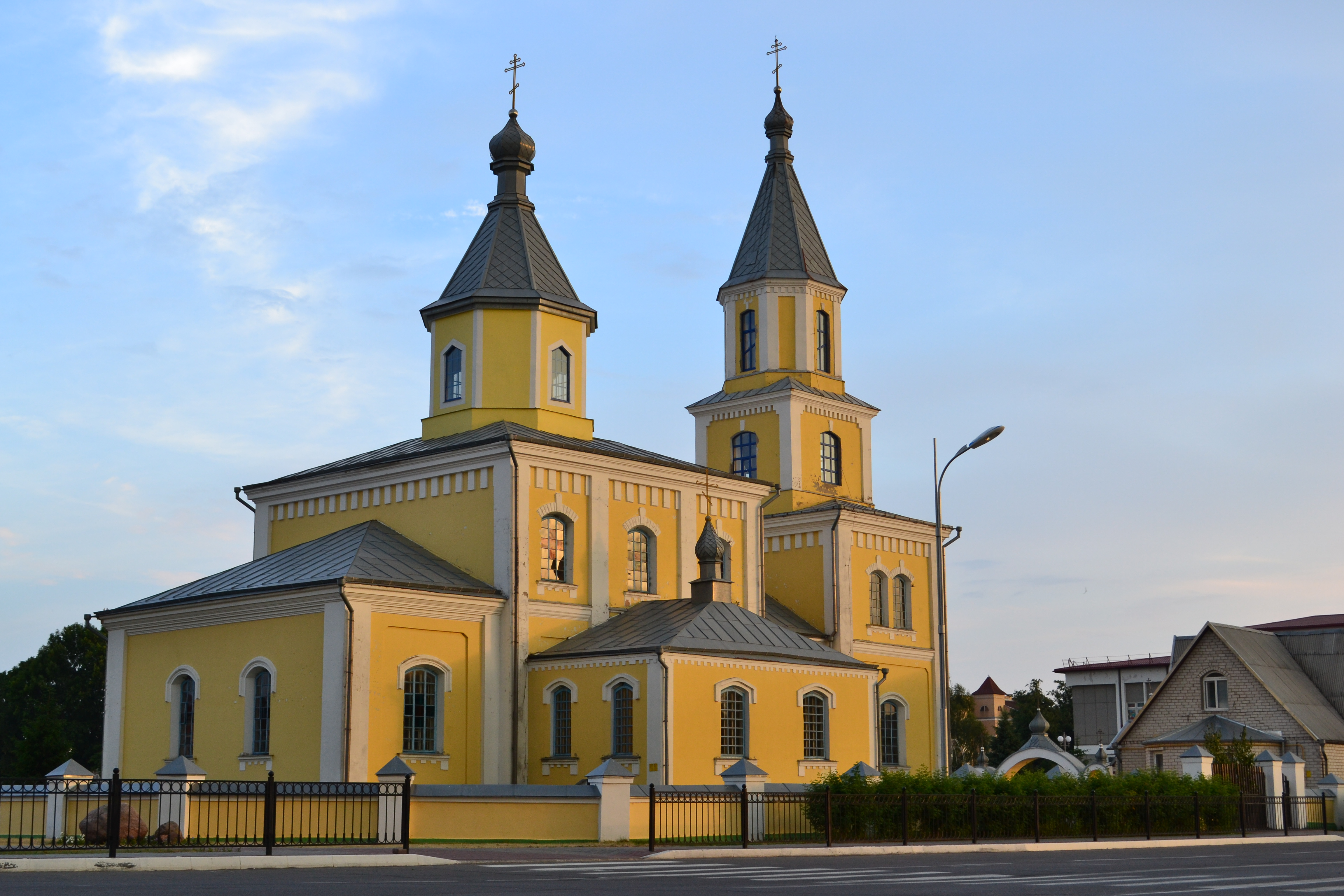
Православная Церковь Покровa Пресвятой Богородицы
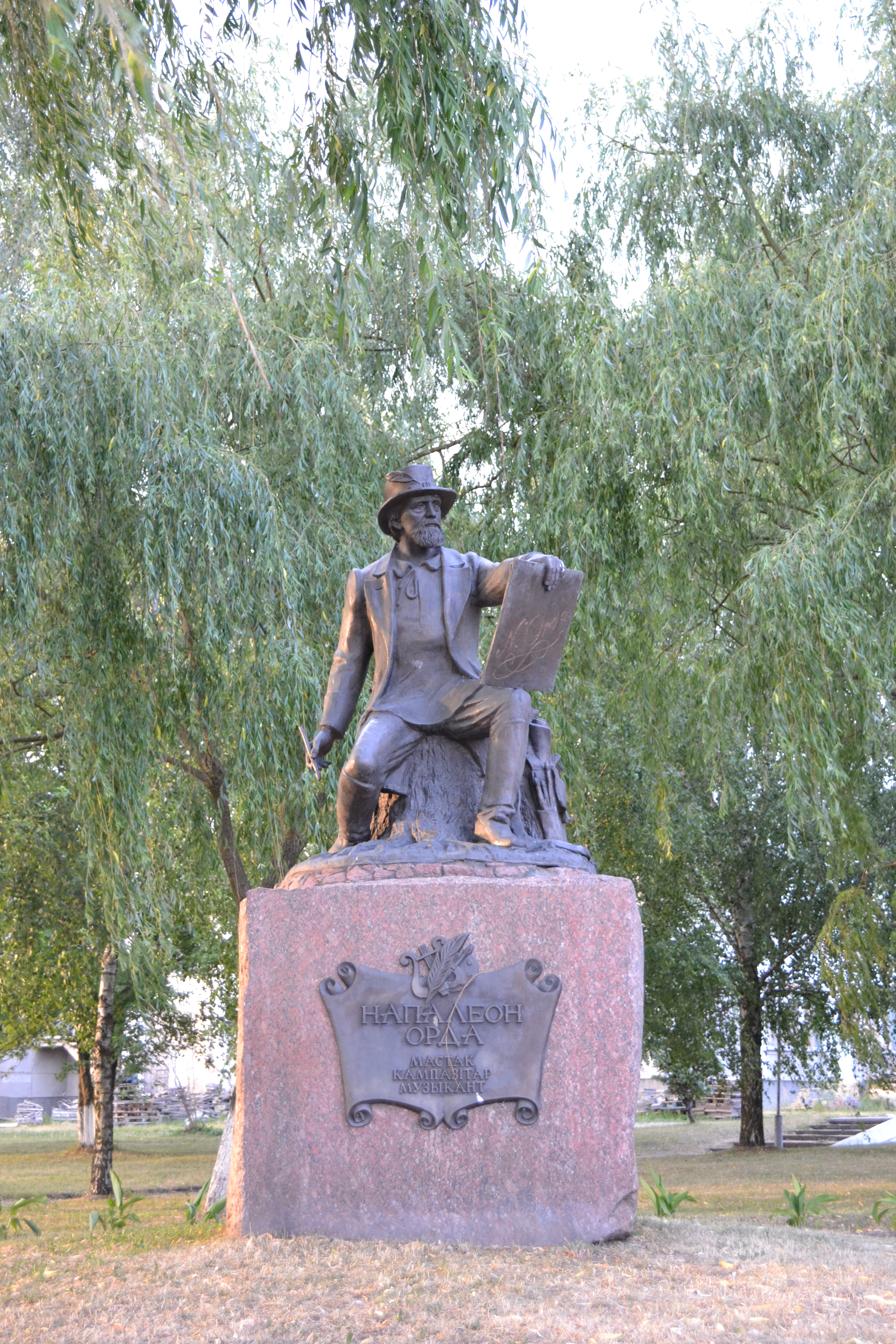
Памятник Наполеону Орде
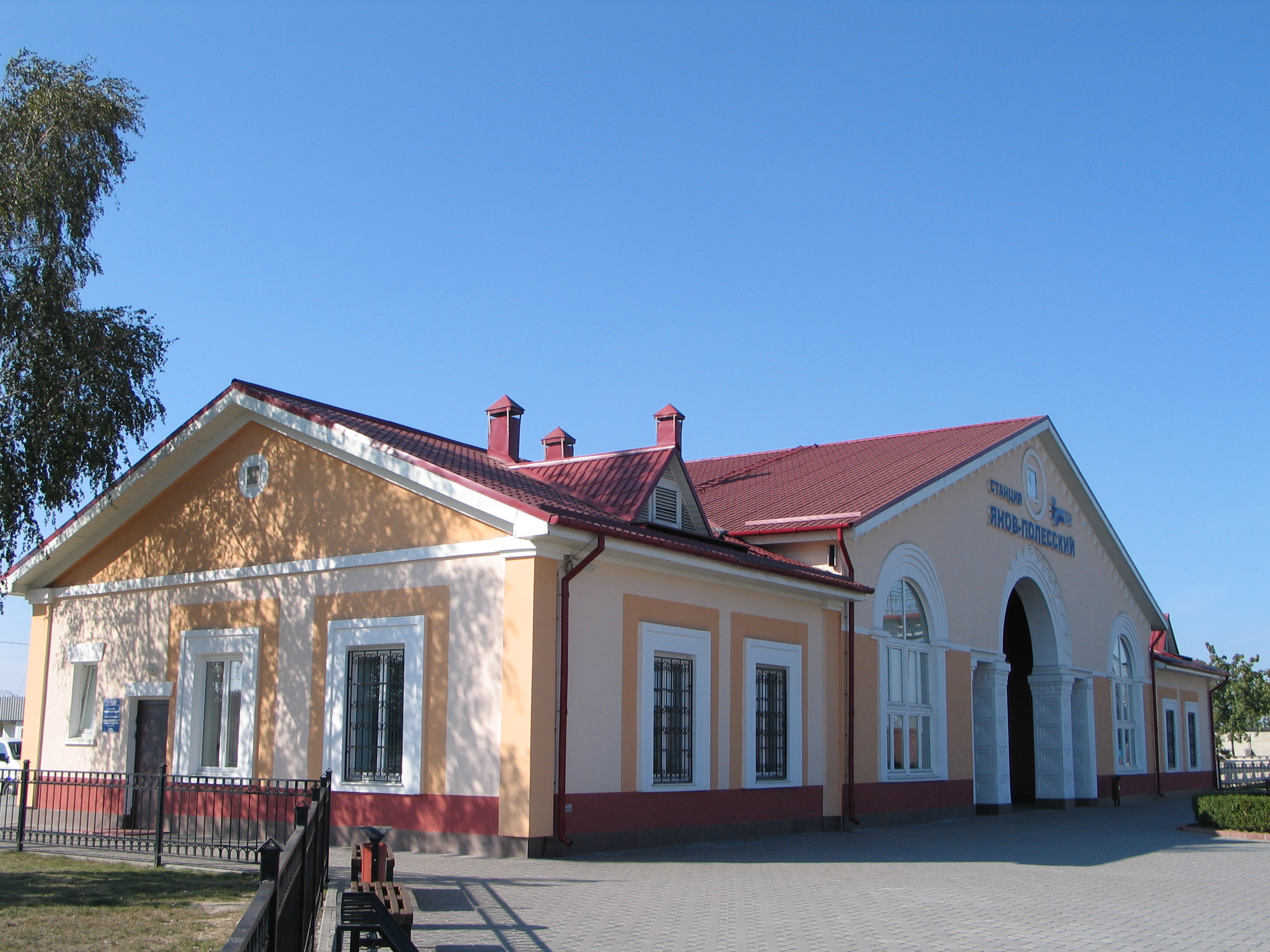
Вокзал станции Янов-Полесский

## В филателии и нумизматике
- 17 августа 2018 года Министерство связи и информатизации Республики Беларусь выпустило в обращение конверт с оригинальной маркой «День белорусской письменности в Иваново»[22].
- 23 августа 2018 года Министерство связи и информатизации Республики Беларусь выпустило в обращение почтовую марку «Герб Иваново» из серии «Гербы городов Беларуси»[23].